# Rötelmaus
Die Rötelmaus (Myodes glareolus, Syn.: Clethrionomys glareolus) oder auch Waldwühlmaus ist eine Art innerhalb der Gattung der Rötelmäuse (Myodes), die der Unterfamilie der Wühlmäuse zugeordnet ist. Sie hat mehrere Unterarten gebildet, von denen drei in Mitteleuropa vertreten sind. Der Name Rötelmaus geht auf die rotbraune Rückenfellfärbung zurück, während der Name Waldwühlmaus auf die Vorliebe dieser Art für schattige Habitate in Wäldern oder deren Nähe zurückgeht. Diese Art ist eines der häufigsten Säugetiere in Europa, sie gilt daher als ungefährdet.

## Merkmale
Die mit einer Kopf-Rumpf-Länge von sieben bis mehr als 13 Zentimetern relativ kleine Mäuseart hat eine Schwanzlänge von 3 bis 6,5 cm und wiegt zwischen 12 und 35 Gramm. Die Art zeigt Größen- und Gewichtsunterschiede von bis zu 300 Prozent zwischen Populationen verschiedener Regionen.
Das Rückenfell ist rotbraun bis fuchsrot, manchmal auch gelblich. Die Flanken sind bräunlich bis graubraun und meist cremefarben überhaucht. Das Bauchfell ist weißlich bis grau. Die Unterwolle ist grau. Die Pfoten sind hell. Die schwarzen Haare am Schwanzende sind etwas länger als die übrige Behaarung des Schwanzes und farblich von dieser deutlich abgesetzt. Die Ohren sind mit neun bis 16 Millimetern groß bis mittelgroß.
Die Rötelmaus hat ein typisches Nagetiergebiss, das aus je zwei vergrößerten Schneidezähnen und je sechs Molaren (Backenzähnen) in Ober- und Unterkiefer besteht. Mit zunehmendem Alter bewurzeln sich alle Backenzähne und zeigen einen Wachstumsabschluss im Gegensatz zu den ständig nachwachsenden Zähnen anderer Wühlmausarten.
Grafisch lässt sich die Zahnformel der Rötelmaus so ausdrücken:
Die linke und rechte Gebisshälfte sind identisch, so dass üblicherweise nur eine Seite dargestellt wird.

## Verbreitung und Lebensraum

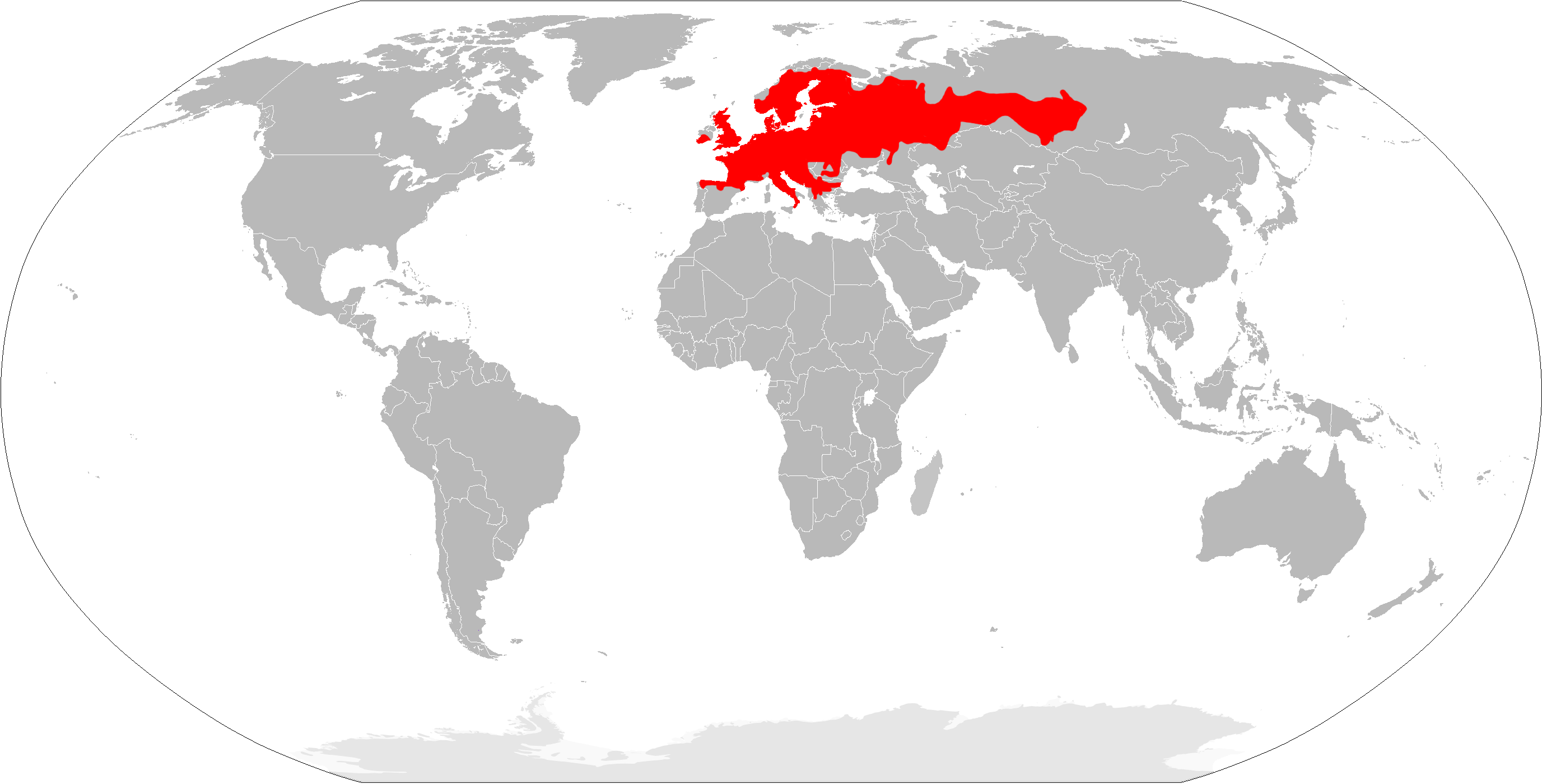
Verbreitungsgebiet

Die Rötelmaus findet sich in großen Teilen Europas und Nordasiens. Einigen Quellen zufolge ist sie das häufigste Säugetier Mitteleuropas. Ihr Lebensraum wird von Buchen- und Mischwäldern, waldnahen Hecken und Gebüschen sowie Feuchtgebieten gebildet. Sie findet sich zudem häufig in der Nähe von Fließgewässern. Auch waldnahe Gärten werden als Habitat angenommen. Dort baut die Rötelmaus auch in wenig genutzten Scheunen, Lagerschuppen, Gartenhütten oder sonstigen Holzbauten ihre Nester. Hinweise auf ein vorhandenes Nest geben unter anderem Laub, trockene Moospolster und Zweige, die von den Rötelmäusen eingetragen und abgelegt wurden.
Im Süden Europas ist die Rötelmaus eng an die Verbreitungsgrenze der Rotbuche gebunden. Dementsprechend ist sie nur im Norden der Iberischen Halbinsel und Nordgriechenland verbreitet. In Skandinavien und England dehnt sich das Verbreitungsgebiet bis zum 68. Breitengrad nach Norden aus, weiter als das der Laubwälder. Im nördlichen Skandinavien weicht die Rötelmaus aufgrund der fehlenden Laubwälder auf die Nadelwälder aus und hat ihre Nordgrenze gemeinsam mit der Fichte. Die östliche Verbreitungsgrenze bildet der Altai. In den Alpen kommt die Rötelmaus auch noch oberhalb der Baumgrenze, bis in 2.400 m Höhe, vor. Häufiger ist sie jedoch unterhalb der Waldgrenze in den Bergmischwäldern anzutreffen.

## Nester und Baue

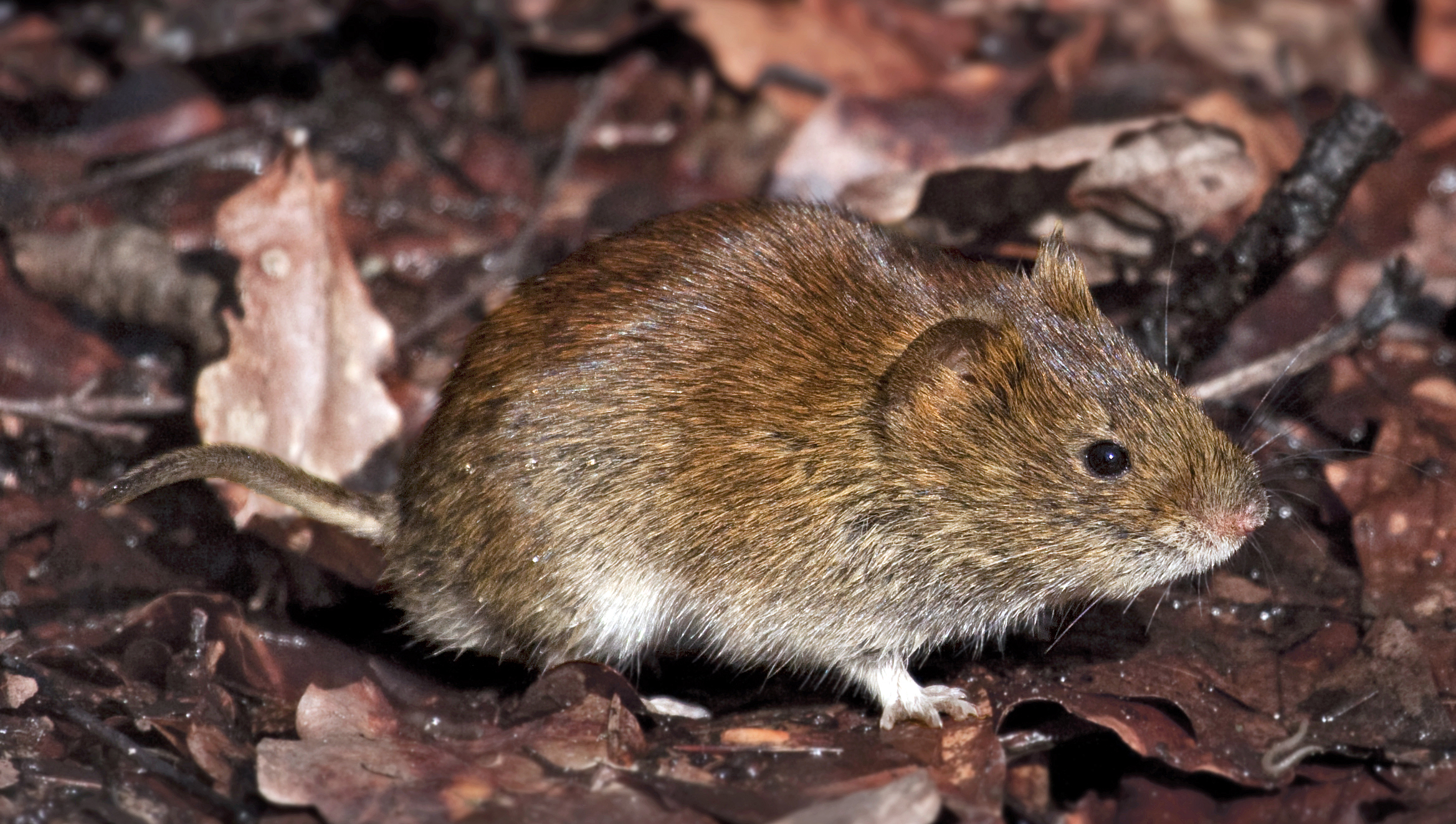
Rötelmaus im Seitenporträt

Ihre Nester und Baue legen die Rötelmäuse meist unterirdisch an, wobei die Gänge nur wenige Zentimeter unter der Oberfläche verlaufen. Zu diesen Bauen gehört ein weitläufiges Netz aus Wegen unter der Laubschicht oder der Schneedecke. Zum Bau gehören Blindgänge und Erweiterungen, in denen Nahrungsvorräte eingelagert werden und das Nest angelegt sein kann. Befindet sich das Nest in einer der Erweiterungen des Baues, liegt es im Mittel 45 Zentimeter unter der Oberfläche. Es werden aber auch Nester an der Oberfläche, in der Vegetation, in verrottenden Baumstümpfen oder unter liegenden Totholzstämmen angelegt. Die Nester werden aus verschiedenen Materialien gebaut und unterschiedlich gepolstert. So wurden Nester gefunden, die komplett aus Moos bestanden oder zusätzlich mit zerfasertem Holz gepolstert waren. Daneben findet man auch Nester aus trockenem Laub, meist mit Moos als Ergänzung. Es werden aber auch Tierhaare oder Bastfasern verwendet.
Die Nester dienen neben der Jungenaufzucht auch als Aufenthaltsort für Einzeltiere, als Fraßplatz oder Vorratsspeicher. Bei tiefen Temperaturen ist der Energiebedarf der Tiere bei Aufenthalt in einem Nest erheblich geringer. Das gegenseitige Wärmen von mehreren Tieren in einem Nest hat nur wenig Einfluss auf den Energieverbrauch der Einzeltiere. Dies wurde durch Untersuchungen an einzelnen und in Gruppen überwinternden Tieren nachgewiesen.

## Aktivität

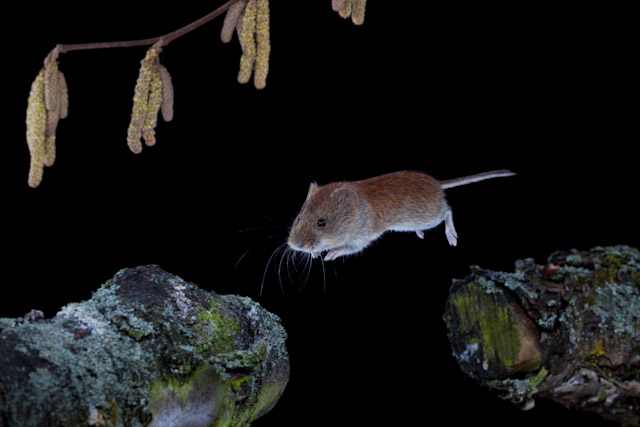
Springende Rötelmaus

Die Aktivität der Rötelmäuse verteilt sich auf mehrere Phasen über den Tag, wobei sowohl Anzahl, Dauer als auch Tageszeit dieser Phasen jahreszeitabhängig sind. Durchschnittlich beläuft sich die tägliche Gesamtaktivitätszeit auf anderthalb bis sechs Stunden, die sich auf drei bis neun Aktivitätsphasen aufteilen. Die höchste Zahl der Aktivitätsphasen und das Maximum der Gesamtdauer der täglichen Aktivität liegen im Sommer und Winter, die jeweiligen Minima im Frühling und Herbst. Aktivitätsspitzen treten besonders in der Dämmerung, am Morgen und Abend auf.
Ob die Tiere tag- oder nachtaktiv sind, hängt von vielen Einflüssen ab. In Gebieten, in denen die streng nachtaktive Gelbhalsmaus (Apodemus flavicollis) in hoher Dichte vorkommt, weichen Rötelmäuse beispielsweise deren Konkurrenzdruck aus, indem sie überwiegend tagaktiv sind, während sie bei geringer Dichte der Gelbhalsmaus im gleichen Gebiet überwiegend nacht- und dämmerungsaktiv sind.
Im Sommer sind die Tiere überwiegend nachtaktiv und weichen so dem hohen Jagddruck ihrer tagaktiven Fressfeinde aus. Im Winter sind die Aktivitätsphasen relativ gleichmäßig über den gesamten Tag verteilt. Im Herbst und Frühjahr ist die Verteilung der Aktivität auf Tag und Nacht unregelmäßig und vom Übergang der unterschiedlichen Verhaltensweisen in Sommer und Winter geprägt.

## Ernährung
Die Nahrung der Rötelmaus besteht im Frühjahr aus Gräsern, Kräutern und Keimlingen. Im Sommer und Herbst erweitert sich das Spektrum der möglichen Nahrungsquellen um Knospen, Samen, Früchte, Moose und Pilze. Im Winter dient in größeren Mengen auch Baumrinde als Nahrungsgrundlage. Ganzjährig verzehrt die Rötelmaus Insekten, Spinnen und Würmer, gelegentlich auch Vogeleier. Für den Winter legt sie einen Vorrat aus Eicheln, Bucheckern und anderen Samen an.

## Natürliche Feinde
Für viele Beutegreifer stellt die Rötelmaus eine wichtige Nahrungsquelle dar. Dies sind beispielsweise der Rotfuchs, der Luchs, die Europäische Wildkatze oder Marder wie das Hermelin, das Mauswiesel und der Iltis. Die Sperbereule, die in den borealen Nadelwäldern beheimatet ist, lebt während der Zeit der Brut und Jungenaufzucht fast ausschließlich von Rötelmäusen. Auch andere Eulen, wie beispielsweise die Schleiereule, der Waldkauz, die Waldohreule oder der Uhu, sowie andere Greifvögel, wie Falken, Habichte oder Sperber, gehören zu den Jägern der Rötelmaus. Auch der Schwarz- und Weißstorch oder der Graureiher verschmähen sie nicht. Neben Vögeln und Säugetieren erbeuten auch Schlangen, wie zum Beispiel Kreuzottern oder Ringelnattern, Rötelmäuse.

## Fortpflanzung

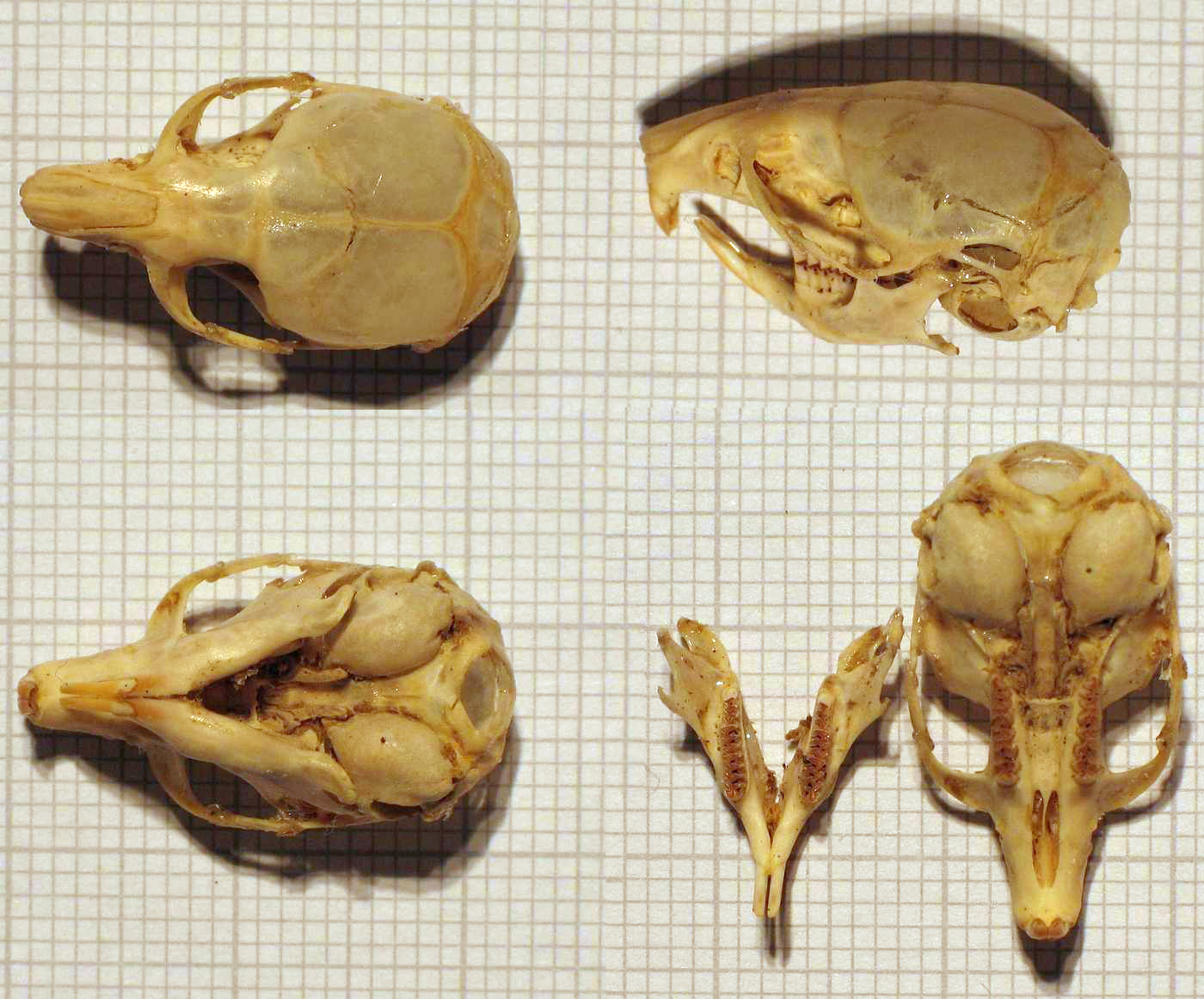
Rötelmausschädel

Rötelmäuse sind sehr soziale Tiere, sie leben meist in Gruppen. Die Verpaarung ist polygam und promisk. Dominante Weibchen verteidigen ihre Reviere, in denen sie mit ihrem Nachwuchs leben, gegen andere Weibchen und niederrangige Männchen. Die Weibchenreviere überschneiden sich teilweise mit denen anderer Weibchen. Dominante Männchen verteidigen größere Reviere, die sich mit denen mehrerer Weibchen überlappen. Bei der Verpaarung bevorzugen die Weibchen diese dominanten, ortsansässigen Männchen gegenüber rangniederen, ortsfremden Männchen. In der Regel findet die Fortpflanzung im Sommerhalbjahr statt. Während sich in Jahren mit knappem Nahrungsangebot der Fortpflanzungszeitraum auf die Monate Mai bis Juli beschränkt, kann er sich bei gutem Nahrungsangebot, beispielsweise nach einer Buchen- oder Eichenmast, auf März bis November ausdehnen. In Bergwäldern pflanzen sich die Rötelmäuse bei sehr gutem Nahrungsangebot sogar ganzjährig fort. Die Neigung zur Vermehrung im Winter ist bei den Populationen im Gebirge ausgeprägter als bei denen, die im Tiefland leben. Neben dem Nahrungsangebot sind das Raumangebot und die Tageslichtlänge entscheidende Faktoren für die sexuelle Aktivität der Rötelmäuse. So wurde bei Freilanduntersuchungen in Polen herausgefunden, dass weibliche Rötelmäuse nur trächtig werden, wenn ihr eigenes Revier eine bestimmte Mindestgröße hat. Kurz vor der Niederkunft werden die Weibchen aggressiver, die Reviergrößen schrumpfen, und der Revierabstand steigt. Die Revierüberschneidungen gehen in dieser Phase erheblich zurück. Die geschlechtliche Entwicklung männlicher Rötelmäuse wird verzögert, wenn ausgewachsene, dominante Männchen in nächster Nähe leben.
Die Tragzeit beträgt bei optimalem Nahrungsangebot siebzehn Tage, kann aber bei säugenden (laktierenden) Weibchen auf bis zu 24 Tage ausgedehnt sein. Als mittlere Tragzeit wurden drei Wochen ermittelt.
Weibliche Rötelmäuse werfen im Freiland zwei- bis maximal dreimal in ihrem Leben. In Laborversuchen wurde eine mittlere Wurfanzahl von 3,1 Würfen je Weibchen ermittelt. Nach einer Tragzeit von 18 bis 23 Tagen kommen drei bis sieben Junge zur Welt. Der Durchschnitt liegt bei 3,5 Jungen pro Wurf.
Die Jungen kommen blind und nackt zur Welt, lediglich an den Lippen befinden sich einige Tasthaare. Nach drei Tagen erscheint das erste Rückenhaar. Es dauert aber bis zu 25 Tage, bis sich das noch graue Jugendfell voll entwickelt hat, welches dann nach 34 bis 38 Tagen zum ersten Mal gewechselt wird. Die Gehörgänge öffnen sich am elften Tag nach der Geburt, einen Tag später öffnen die Jungtiere ihre Augen. Entwöhnt sind sie aber erst nach 20 bis 25 Tagen.
Die Geschlechtsreife setzt normalerweise nach neun Wochen ein. Die weiblichen Jungtiere können jedoch schon nach vier Wochen, hingegen die männlichen frühestens nach acht Wochen, geschlechtsreif werden. Wenn sich die Jungtiere derart früh und stark bei der Fortpflanzung beteiligen, kommt es in nahrungsreichen Sommern zu einem schnellen Anwachsen der Population. Früh im Jahr geborene Weibchen, die sich bereits in ihrem Geburtsjahr an der Fortpflanzung beteiligen, überleben den folgenden Winter meist nicht, was durch die Abnahme von Tieren mit Uterusnarben bei Kontrollfängen im Winter belegt wurde. Die im Spätsommer und Herbst geborenen Weibchen beteiligen sich erst im Folgejahr an der Fortpflanzung und haben in Jahren mit geringer Populationsdichte eine höhere Lebenserwartung.
In Jahren mit hoher Populationsdichte sind die Reviergrößen deutlich kleiner, der Stress bei den Tieren und die Aggressivität untereinander werden erheblich größer. In solchen Jahren und bei Nahrungsknappheit kommt es zum Infantizid – zur Tötung von Jungtieren – durch Weibchen an den Jungen von Weibchen in benachbarten Revieren. Auch Infantizide durch Männchen wurden beobachtet. Die getöteten Jungtiere werden meist aufgefressen.
Die Lebenserwartung der Rötelmaus liegt im Mittel bei 1,5 Jahren, sie kann aber in Haltung ein Alter von etwa 4 Jahren erreichen.

## Stammesgeschichte
Schon aus dem Spätpliozän gibt es Nachweise für die Verbreitung der Gattung Myodes in Europa. Für die Rötelmaus in ihrer rezenten Form sind Nachweise aus dem Pleistozän vorhanden. Nach dem Ausklang der Würmeiszeit hat sich die Art stark verbreitet. Aufgrund der Vorliebe der Rötelmäuse für bewaldete Habitate gelten Funde von Überresten für die Paläontologie als Indikator für Bewaldung und ein gemäßigtes Klima.

## Die Rötelmaus als Schädling

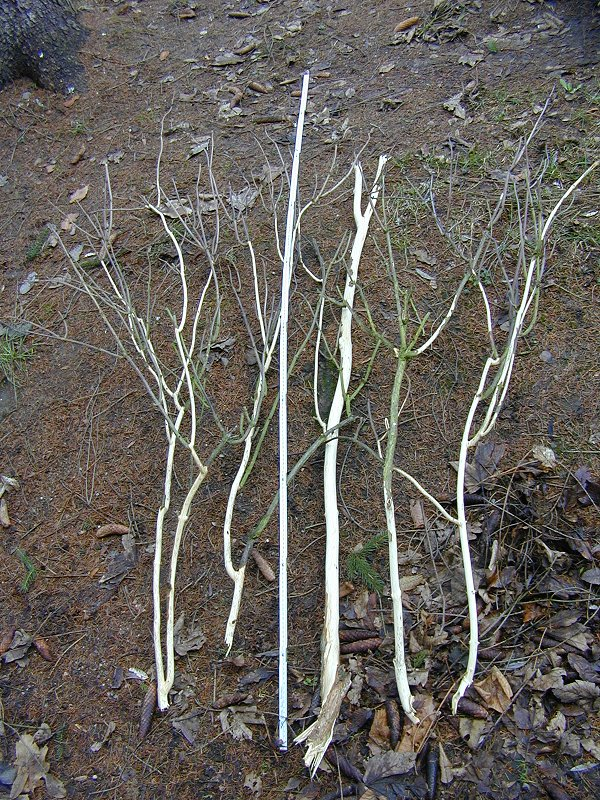
Nageschäden an Holunderzweigen durch die Rötelmaus (bis 2 m Höhe)

Da sich die Rötelmaus im Winter auch von Baumrinden ernährt und dabei Buchen, Ahorne und Lärchen bis in mehrere Meter Höhe entrindet, gilt sie als Forstschädling. Durch das Fressen von Keimlingen schädigt sie zudem Saatanpflanzungen und kann die Verjüngung des Waldes erheblich beeinträchtigen. Die Schädlichkeit der Rötelmaus ist in einem gesunden Ökosystem jedoch relativ gering, denn nennenswerte Schäden sind erst bei massenhaftem Auftreten zu verzeichnen. Wegen der Vielzahl natürlicher Feinde regulieren sich Massenvorkommen der Rötelmaus allerdings verhältnismäßig schnell (Räuber-Beute-Beziehung).

## Die Rötelmaus als Krankheitsüberträger
Für den Fuchsbandwurm stellt die Rötelmaus einen Zwischenwirt dar. Durch den Befall mit den Larven der Bandwürmer wird die Rötelmaus geschwächt und so eine leichtere Beute für den Endwirt, den Fuchs. Aber auch Hunde und Katzen fressen die befallenen Tiere und scheiden dann infektiöse Eier aus, die der Mensch durch den Umgang mit den Haustieren oder deren Ausscheidungen aufnehmen kann. Er stellt im Entwicklungszyklus des Fuchsbandwurmes zwar einen Fehlzwischenwirt dar, da die Infektion nicht an den Endwirt weitergegeben wird, allerdings findet in den Organen eines infizierten Menschen, vornehmlich in Leber, Lunge und Gehirn, eine Finnenentwicklung statt, die das Krankheitsbild der alveolären Echinokokkose bedingt. Eine Heilung ist nur bei frühzeitiger Diagnose möglich, die alveoläre Echinokokkose ist die am häufigsten zum Tode führende Wurmerkrankung des Menschen.
Neben dem Fuchsbandwurm, den die Rötelmaus indirekt über Fuchs, Katze oder Hund auf den Menschen überträgt, überträgt die Rötelmaus auch viele pathogene Keime. Einer der nennenswertesten ist der Serotyp Puumala – kurz PUU – des Hantavirus, das ein hämorrhagisches Fieber auslöst. Die Rötelmaus gilt in den Endemiegebieten als Haupterregerträger von PUU. Verschiedene wissenschaftliche Untersuchungen haben ergeben, dass das Auftreten von PUU-Infektionen beim Menschen in engem Zusammenhang mit der Größe der Populationen der Rötelmäuse steht. Als Endemiegebiete gelten in Deutschland insbesondere die Schwäbische Alb, Unterfranken, Niederbayern und die Eifel. In Österreich wurden die meisten PUU-Fälle im Jahre 2004 aus Kärnten und der Steiermark gemeldet. Aber auch aus anderen europäischen Ländern, wie beispielsweise Schweden, Finnland, Belgien, Frankreich, Italien, der Tschechischen Republik, Slowenien, Kroatien, Griechenland und Russland, sind Erkrankungsfälle bekannt.
Die Infektion wird durch direkten oder indirekten Kontakt mit infizierten Tieren und deren Ausscheidungen – Urin, Kot oder Speichel – ausgelöst. Dabei sind die Viren auch noch infektiös, wenn der Kot oder Urin der Mäuse ausgetrocknet ist und die Viren beispielsweise beim Staubfegen in mit Nagerausscheidungen verschmutzten Kellern, Schuppen, Ställen oder Speichern über die Atemwege aufgenommen werden. Auch die Aufnahme von mit Nagetierausscheidungen verunreinigten Lebensmitteln oder Wasser kann die Erkrankung auslösen.